# Оптичні пари

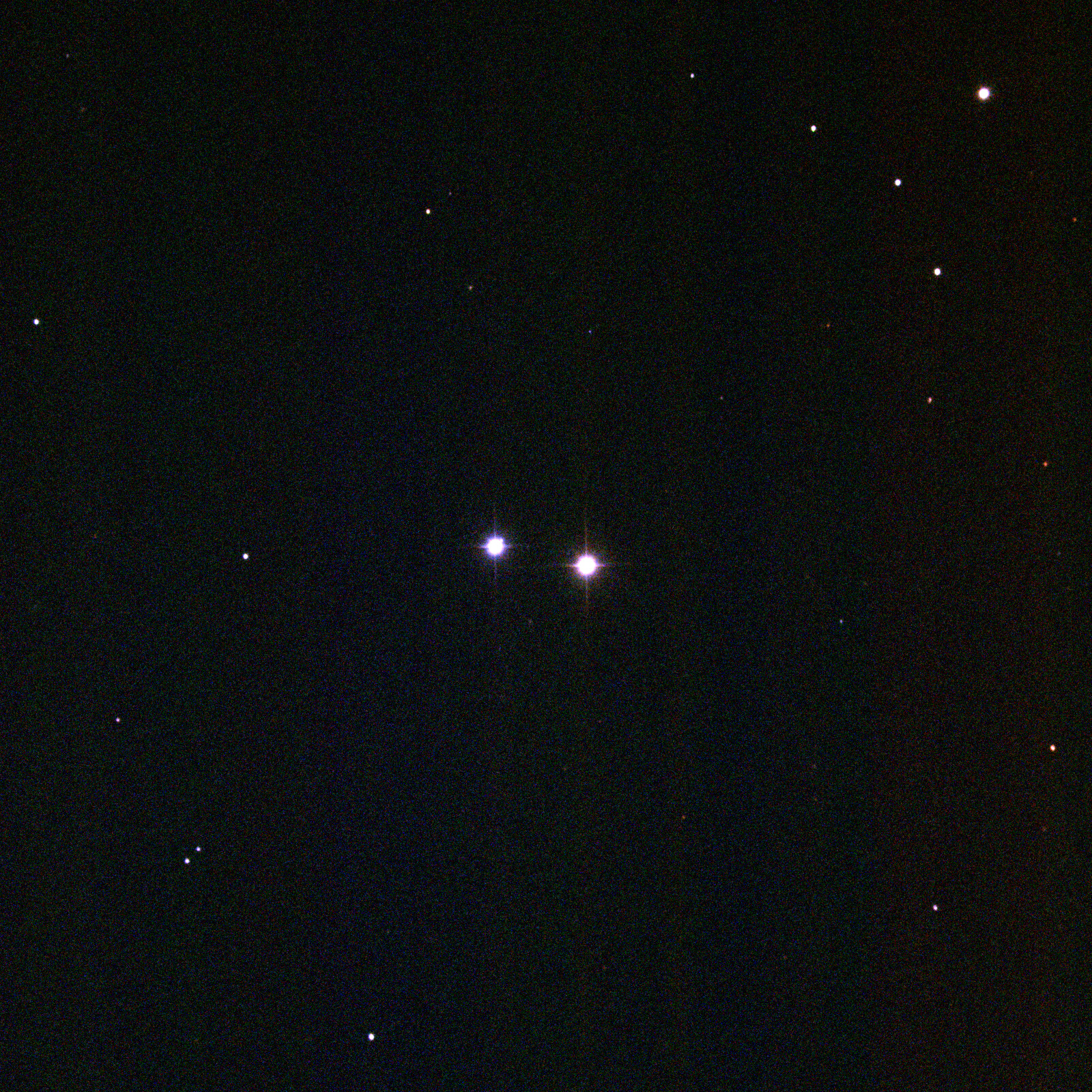
Оптична пара Мессьє 40

Оптична пара — пара зір, які при спостереженні з Землі лежать на малій кутовій відстані одна від одної, хоча гравітаційно вони можуть бути не пов'язані. Останнє трапляється коли дві зорі перебувають на різній відстані від спостерігача, однак проєктується на одну ділянку неба. Виділення в оптичних парах фізично пов'язаних подвійних зір є важливим завданням спостережної астрономії.

## Розрізнення парних і подвійних зір
Якщо два компоненти оптичної пари мають близькі значення променевої швидкості і власного руху, то система найімовірніше є подвійною, а якщо променева швидкість і власний рух значно відрізняються, то система є лише оптично подвійною. Коли вдається виміряти взаємний рух компонентів навколо центру мас, то система безсумнівно є подвійною. Оцінка відстані паралактичним методом або зі спектрів зір також допомагає з'ясувати, чи можуть дві зорі перебувати на однаковій відстані від нас.

## Позначення
Деякі яскраві оптичні пари мають позначення Байєра. У цьому випадку компоненти можуть бути позначені надрядковими знаками. Прикладами таких фізично не пов'язаних оптичних пар з однаковим позначенням Байєра є α¹ і α² Козерога, ξ¹ і ξ² Центавра, ξ¹ і ξ² Стрільця. Ці оптичні пари можна розрізнити навіть неозброєним оком.
Оптичною парою є об'єкт Мессьє 40.